# Estadio Víctor Manuel Reyna
Estadio Zoque Víctor Manuel Reyna – stadion piłkarski w meksykańskim mieście Tuxtla Gutiérrez, stolicy stanu Chiapas. Obiekt może pomieścić 28 900 widzów, a swoje mecze rozgrywa na nim drużyna Chiapas FC.
Stadion został wzniesiony w 1982 roku. Początkowo mógł pomieścić 6 000 widzów, a nazwę nadano mu na cześć Víctora Manuela Reyny (1910–1973), profesora wychowania fizycznego z Tuxtla Gutiérrez, uznawanego za ojca futbolu w tym mieście, który w latach 50. zorganizował w nim pierwsze rozgrywki piłkarskie, a także zapewniał ubogim dzieciom odpowiednie warunki do uprawiania sportu. Inauguracja obiektu miała miejsce w 1984 roku podczas towarzyskiego spotkania nieistniejącej już lokalnej drużyny Estudiantes de Chiapas i stołecznego Club América. Przez następne osiemnaście lat na stadionie swoje lokalne spotkania rozgrywały miejscowe kluby występujące w niższych ligach meksykańskich.
Sytuacja ta uległa zmianie w 2002 roku, kiedy to założono Jaguares de Chiapas, który przystąpił do rozgrywek pierwszej ligi zostając pierwszą w historii drużyną z Tuxtla Gutiérrez w Primera División. Aby ekipa Jaguares mogła występować na Víctor Manuel Reyna, stadion musiał przejść gruntowną renowację, zwiększając liczbę miejsc do 27 500, a następnie do obecnej postaci 28 900. Premierowy mecz Primera División na Víctor Manuel Reyna odbył się 17 sierpnia 2002. Jaguares zremisowali wówczas 1:1 z Chivas de Guadalajara, a premierowego gola strzelił zawodnik gości Omar Bravo.
Na arenie odbyły się również trzy spotkania reprezentacji Meksyku, wszystkie zakończone zwycięstwem gospodarzy – 10 marca 2004 z Ekwadorem (2:1, mecz towarzyski), 10 września 2008 z Kanadą (2:1, eliminacje do MŚ 2010) oraz 9 października 2014 z Hondurasem (2:0, mecz towarzyski). W 2011 roku na Víctor Manuel Reyna po raz pierwszy rozgrywano międzynarodowe mecze klubowe, podczas premierowego występu Jaguares w turnieju Copa Libertadores.
Na Víctor Manuel Reyna znajduje się także obszerny kompleks sportowy, w którego skład wchodzą m.in. siłownia, łaźnia, sala konferencyjna, centrum medycyny sportowej, sale rehabilitacyjne, restauracje oraz kilka szatni. Murawa posiada skomputeryzowany system odprowadzania wody, który zapobiega podtopieniu jej w wyniku ulewnych deszczów występujących latem oraz jesienią będących charakterystycznymi dla południowo-wschodniej części kraju. Na stadionie, ze względu na jego tropikalne położenie, panują trudne warunki dla graczy przyjezdnych; powietrze jest ciepłe i wilgotne, przez co obiekt czasem jest określany poprzez przydomek „La Selva” („Dżungla”).